# Barão de Cotegipe
Barão de Cotegipe är en kommun i Brasilien.   Den ligger i delstaten Rio Grande do Sul, i den södra delen av landet, 1 400 km söder om huvudstaden Brasília. Antalet invånare är 6 529.
Omgivningarna runt Barão de Cotegipe är en mosaik av jordbruksmark och naturlig växtlighet. Runt Barão de Cotegipe är det ganska tätbefolkat, med 93 invånare per kvadratkilometer.